# アーサー・マレット
アーサー・マレット（Arthur Malet、1927年9月24日 - 2013年5月18日）は、イギリス出身でアメリカ合衆国の俳優、舞台俳優、声優である。

## 来歴
1927年、イギリスハンプシャーに生まれた。1950年代にアメリカ合衆国へ移住し、俳優としてのキャリアをスタートさせた。舞台を中心に活動を活発化させ、徐々に頭角を現していき、1957年にはドラマ・デスク・アワードを獲得している。同時に50年代中盤からはテレビシリーズへも出演し始めて、1962年の『第三の脱獄』で本格映画デビュー。それ以降、ディズニー製作の『メリー・ポピンズ』やジョン・カーペンター監督の『ハロウィン』、そしてスティーヴン・スピルバーグ監督の『フック』など、ジャンルを問わず様々な映画へ出演した。

### 死去
1998年を最後に俳優活動は引退状態だったが、2013年にサンタモニカの自宅で死去。85歳だった。

## 出演作品

### 映画
- 第三の脱獄 Convicts 4 (1962)
- テキサス保安官 The Man from Galveston (1963)
- メリー・ポピンズ Mary Poppins (1964)
- キング・ラット King Rat (1965)
- 怪物家族大暴れ Munster, Go Home! (1966)
- 南海征服 Lt. Robin Crusoe, U.S.N. (1966)
- 美人泥棒 Penelope (1966)
- さそり暗殺命令 The Scorpio Letters (1967)
- 黄金作戦 追いつ追われつ The Adventures of Bullwhip Griffin (1967)
- 夜の大捜査線 In the Heat of the Night (1967)
- ボクサー The Great White Hope (1970)
- バニンシング・ポイント Vanishing Point (1971)
- 遺産相続人 Do You Take This Stranger? (1971) ※テレビ映画
- ベッドかざりとほうき Bedknobs and Broomsticks (1971)
- バスカヴィルの獣犬 The Hound of the Baskervilles (1972)
- 男の出発 The Culpepper Cattle Co. (1972)
- 大空のエース/父の戦い子の戦い Ace Eli and Rodger of the Skies (1973)
- ブルー・ナイト The Blue Knight (1973) ※テレビ映画
- ヤング・フランケンシュタイン Young Frankenstein (1974)
- ターゲット・リスク Target Risk (1975)
- ダーティハリー3 The Enforcer (1976)
- 天国から来たチャンピオン Heaven Can Wait (1978)
- ハロウィン Halloween (1978)
- 愛の贈物 The Gift of Love (1978)
- 失われた航海 S.O.S. Titanic (1979)
- 暴走パニック超特急 Disaster on the Coastliner (1979) ※テレビ映画
- マン・ハンティング/ 人間狩り Savage Harvest (1981)
- 殺しのベル Hotline (1982) ※テレビ映画
- オー!ゴッド3/悪魔はこわい Oh, God! You Devil (1984)
- シティヒート City Heat (1984)
- 私の彼は結婚詐欺師 Addicted to His Love (1988)
- ピーター・ガン Peter Gunn (1989)
- 3人の婚約者 Worth Winning (1989)
- ディック・トレイシー Dick Tracy (1990)
- ミラクルマスター II/L.A.時空大戦 Beastmaster 2: Through the Portal of Time (1991)
- ヘルガイバー/魔獣大戦 The Runestone (1991)
- フック Hook (1991)
- Double Edge (1992)
- Stormy Weathers (1992)
- トイズ Toys (1992)
- リトル・プリンセス A Little Princess (1995)

### アニメ映画
- ニムの秘密 The Secret of NIMH (1982)
- コルドロン The Black Cauldron (1985)
- アナスタシア Anastasia (1997)
- 子ねずみティミーのアドベンチャー The Secret of NIMH 2: Timmy to the Rescue (1998) ※ビデオ作品

### テレビドラマ
- Camera Three (1957)
- The United States Steel Hour (1958)
- ヒッチコック劇場 Alfred Hitchcock Presents (1961)
- 私立探偵マイケル・シェーン Michael Shayne (1961)
- The Detectives (1961, 1962)
- 南海の冒険 Adventures in Paradise (1961, 1962)
- ベン・ケーシー Ben Casey (1962)
- ライフルマン The Rifleman (1962)
- ガンスモーク Gunsmoke (1962, 1965, 1973)
- 西部のチャンピオン Stoney Burke (1962)
- Fair Exchange (1962)
- わんぱくデニス Dennis the Menace (1962, 1963)
- アンタッチャブル The Untouchables (1962, 1963)
- スター名作劇場 Alcoa Premiere (1963)
- グリンドル Grindl (1963)
- ドクター・キルデア Dr. Kildare (1964)
- Destry (1964)
- アルフレッド・ヒッチコック・アワー The Alfred Hitchcock Hour (1964)
- 頭上の敵機 12 O'Clock High (1964)
- Mickey (1964)
- ペリー・メイスン Perry Mason (1965)
- ローハイド Rawhide (1965)
- ディズニー・ランド Disneyland (1965)
- ぼくら1匹6人 Please Don't Eat the Daisies (1966)
- ブラボー火星人 My Favorite Martian (1966)
- 逃亡者 The Fugitive (1966)
- キャプテン・ナイス Captain Nice (1967)
- 奥さまは魔女 Bewitched (1967)
- 特捜刑事サム Felony Squad (1967)
- 0022アンクルの女 The Girl from U.N.C.L.E. (1966, 1967)
- 0011ナポレオン・ソロ The Man from U.N.C.L.E. (1966, 1967)
- 0088/ワイルド・ウエスト The Wild Wild West (1966, 1967, 1969)
- ザ・モンキーズ The Monkees (1967)
- パパのおやじは30歳 The Second Hundred Years (1968)
- ガンマン無情 The Guns of Will Sonnett (1968)
- ボナンザ Bonanza (1968)
- ボールド・ワンズ The Bold Ones: The Protectors (1969)
- モッズ特捜隊 The Mod Squad (1969)
- かわいい魔女ジニー I Dream of Jeannie (1969)
- バージニアン The Virginian (1969)
- 対決ランサー牧場 Lancer (1970)
- スパイ大作戦 Mission: Impossible (1970)
- 四次元への招待 Night Gallery (1970, 1971)
- 恋愛専科 Love, American Style (1971)
- 刑事コロンボ Columbo (1972)
- 警部マクロード McCloud (1972, 1975, 1977)
- ハワイ5-0 Hawaii Five-O (1973)
- 弁護士ペトロチェリー Petrocelli (1974)
- わが家は11人 The Waltons (1976)
- チャーリーズ・エンジェル Charlie's Angels (1979)
- ワンダーウーマン Wonder Woman (1979)
- かっとび放送局WKRP WKRP in Cincinnati (1979)
- 探偵ハート&ハート Hart to Hart (1979)
- Barney Miller (1979, 1980)
- Bosom Buddies (1981)
- ダラス Dallas (1981 -1990)
- Open All Night (1981)
- キャピトル Capitol (1982)
- カサブランカ Casablanca (1983)
- E/R (1984)
- The Facts of Life (1986)
- Mr. Belvedere (1986)
- 冒険野郎マクガイバー MacGyver (1986)
- Easy Street (1986 - 1987)
- セント・エルスウェア St. Elsewhere (1988)
- My Two Dads (1988)
- 21ジャンプストリート 21 Jump Street (1989)
- ドクター・ドクター Doctor Doctor (1989)
- 12人のイカれた男たち The Nutt House (1989)
- The Famous Teddy Z (1989)
- シスター・ケイト Sister Kate (1990)
- Pacific Station (1991)
- サンタバーバラ Santa Barbara (1992)
- ピケット・フェンス Picket Fences (1993)
- Ned and Stacey (1996, 1997)
- Hangin' with Mr. Cooper (1997)

## 参照
1. 1 2  “Arthur Malet Biography”. 2014年7月12日閲覧。